# Storfjord (fjord)
De Storfjord (Noors: Storfjorden, "de grote fjord") is een fjord in de Noorse provincie Møre og Romsdal. De fjord is 110 kilometer lang. Daarmee is het de op vier na langste fjord van Noorwegen. Een van de armen van deze fjord is de Geirangerfjord.